# Valdepeñas de Jaén
Valdepeñas de Jaén è un comune spagnolo di 4 375 abitanti situato nella comunità autonoma dell'Andalusia.